# Liste der Fließgewässer im Flusssystem Nassach
Die Liste der Fließgewässer im Flusssystem Nassach umfasst alle direkten und indirekten Zuflüsse der Nassach, soweit sie namentlich auf der Topographischen Karte 1:10000 Bayern Nord (DK 10), im Kartenwerk des Stadtplandienstes der Euro-Cities AG oder im Kartenservicesystem des Bayerischen Landesamts für Umwelt (LfU) aufgeführt werden. Namenlose Zuläufe und Abzweigungen werden nicht berücksichtigt. Wenn sich der Gewässername nach dem Zusammenfluss zweier Gewässerabschnitte ändert, werden die beiden Zuflüsse als Quellzuflüsse separat angeführt, ansonsten erscheint der Teilbereichsname in Klammern. Die Längenangaben werden auf eine Nachkommastelle gerundet. Die Fließgewässer werden jeweils flussabwärts aufgeführt. Die orografische Richtungsangabe bezieht sich auf das direkt übergeordnete Gewässer.

## Nassach
Die Nassach ist ein 23,9 km langer rechter nördlicher Nebenfluss des Mains in Bayern.

## Zuflüsse
Direkte und indirekte Zuflüsse der Nassach
- Seegraben (links), 1,1 km, nördlich von Happertshausen, 282 m ü. NN
- Goldbach[1] (rechts), 1,6 km, in Happertshausen, 275 m ü. NN
- Nesterbach (rechts), 1,8 km, südlich von Happertshausen, 271 m ü. NN
- Höllschwärzgraben (rechts), 4,8 km, südlich von Happertshausen, 269 m ü. NN
  - Brühleinsgraben (links), 1,5 km, am Westrand von Aidhausen, 292 m ü. NN
  - Sulzgraben (rechts), 1,8 km, östlich von Aidhausen, 278 m ü. NN
- Hörlebach (rechts), 3,4 km, südlich von Happertshausen, 268 m ü. NN
- Rollensteiner Graben (links), 2,0 km, (mit Neuwiesengraben 4,0 km) südwestlich von Friesenhausen, 264 m ü. NN
  - Rottensteiner Graben (Mühlbach[2]) (linker Quellbach), 1,4 km, nördlich von Friesenhausen, 280 m ü. NN
  - Neuwiesengraben (rechter Quellbach), 2,0 km, nördlich von Friesenhausen, 280 m ü. NN
- Erdbachgraben (rechts), 1,2 km, nordwestlich von Lendershausen, 256 m ü. NN
- Lindiggraben (rechts), 1,7 km, westlich von Lendershausen, 252 m ü. NN
- Sauergraben (rechts), 3,7 km, südlich von Lendershausen, 248 m ü. NN
- Etschbach (rechts), 3,0 km, südlich von Lendershausen, 247 m ü. NN
- Kippach (Kühbach) (rechts), 3,2 km, nördlich von Rügheim, 246 m ü. NN
- Aurach (links), 9,5 km, bei Rügheim, 244 m ü. NN
  - Augraben (rechts)
  - Längenbach (links)
  - Marktgraben[3] (links)
- Gollischbach (rechts)
- Prestenbach (links)
- Hellinger Mühlbach (links), 5,6 km
  - Sennachgraben (rechter Quellbach)
  - Sennach (linker Quellbach)
    - Geiersgraben
      - Unfinder Bach (links)
- Riedbach (rechts) (mit Reichmannshauser Bach 15,9 km)
  - Reichmannshauser Bach (rechter Quellbach)
    - Mitteltalbach (links)
    - Hinterer Suhlbach (rechts)

  - Urlesbach (linker Quellbach)
  - Dürrnbach (links)
  - Hainbach (rechts)
  - Buchbach (rechts)
  - Mühlbachsgraben (rechts)
  - Steinbach (rechts)
  - Fugenbach (rechts)
    - Rotwasser (links)
    - Riedersgraben (links)
- Stebach (links)
- Langenbach (rechts)
- Liebesbächlein (links)
- Angersgraben (links)
- Desselbach (rechts)
  - Sohlgraben (links)